# Universidad Nacional de Trujillo

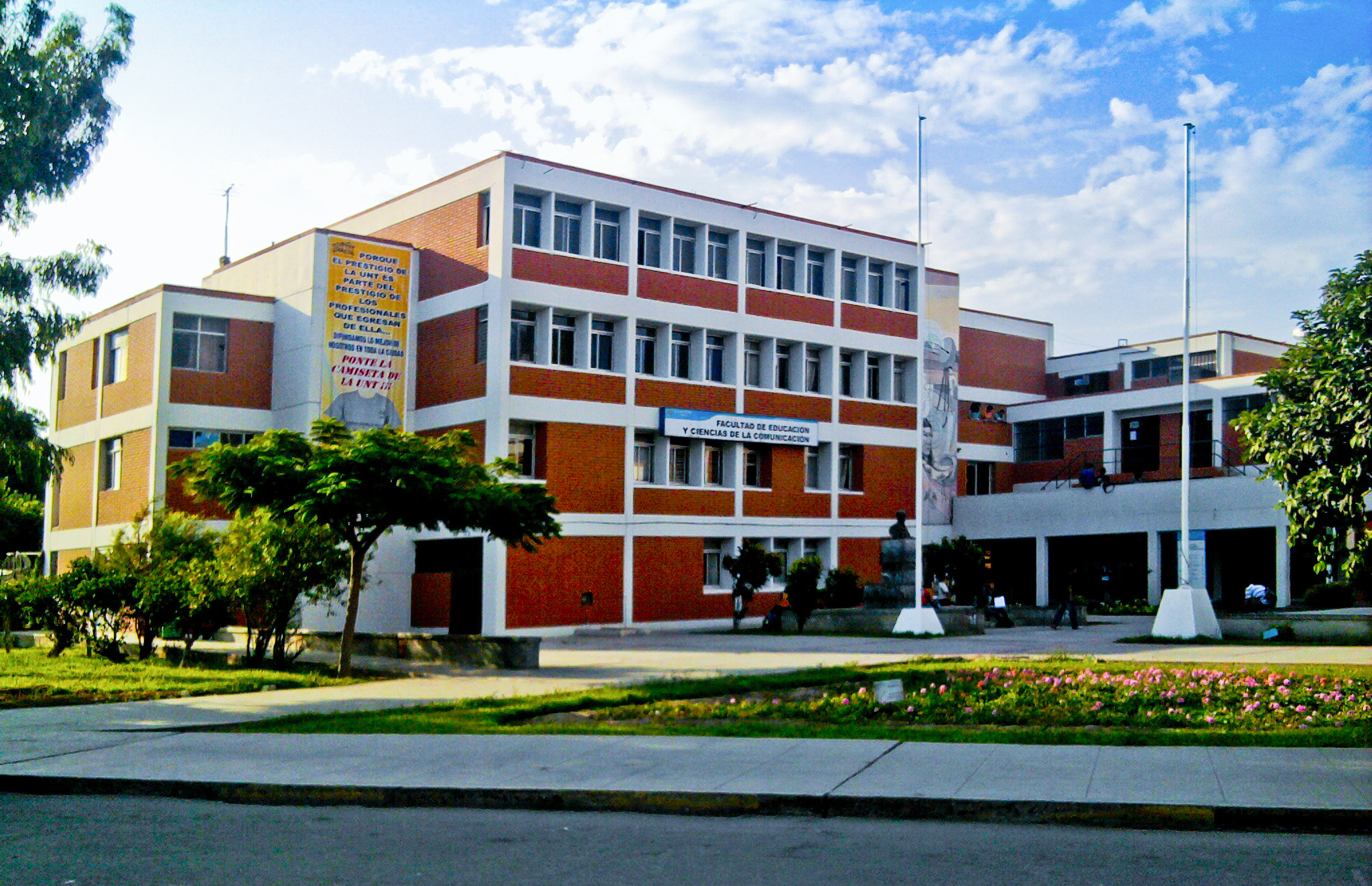
Universidad Nacional de Trujillo (2012)

Die Nationaluniversität von Trujillo (UNT) ist eine öffentliche Universität Trujillos. Sie wurde am 10. Mai 1824 gegründet und nahm 1831 den Betrieb auf. Sie ist die wichtigste Universität im Norden von Peru.